# Еглинг
Еглинг (њем. Egling) општина је у њемачкој савезној држави Баварска. Једно је од 21 општинског средишта округа Бад Телц-Волфратсхаузен. Према процјени из 2010. у општини је живјело 5.228 становника. Посједује регионалну шифру (AGS) 9173120.

## Географски и демографски подаци
Еглинг се налази у савезној држави Баварска у округу Бад Телц-Волфратсхаузен. Општина се налази на надморској висини од 609 метара. Површина општине износи 74,1 km². У самом мјесту је, према процјени из 2010. године, живјело 5.228 становника. Просјечна густина становништва износи 71 становника/km².

## Међународна сарадња
| Мјесто | Држава    | Врста сарадње | Од    |
| ------ | --------- | ------------- | ----- |
|        | Француска | партнерство   | 1990. |
| Извор  |           |               |       |